# Waleri Dmitrijewitsch Solowei

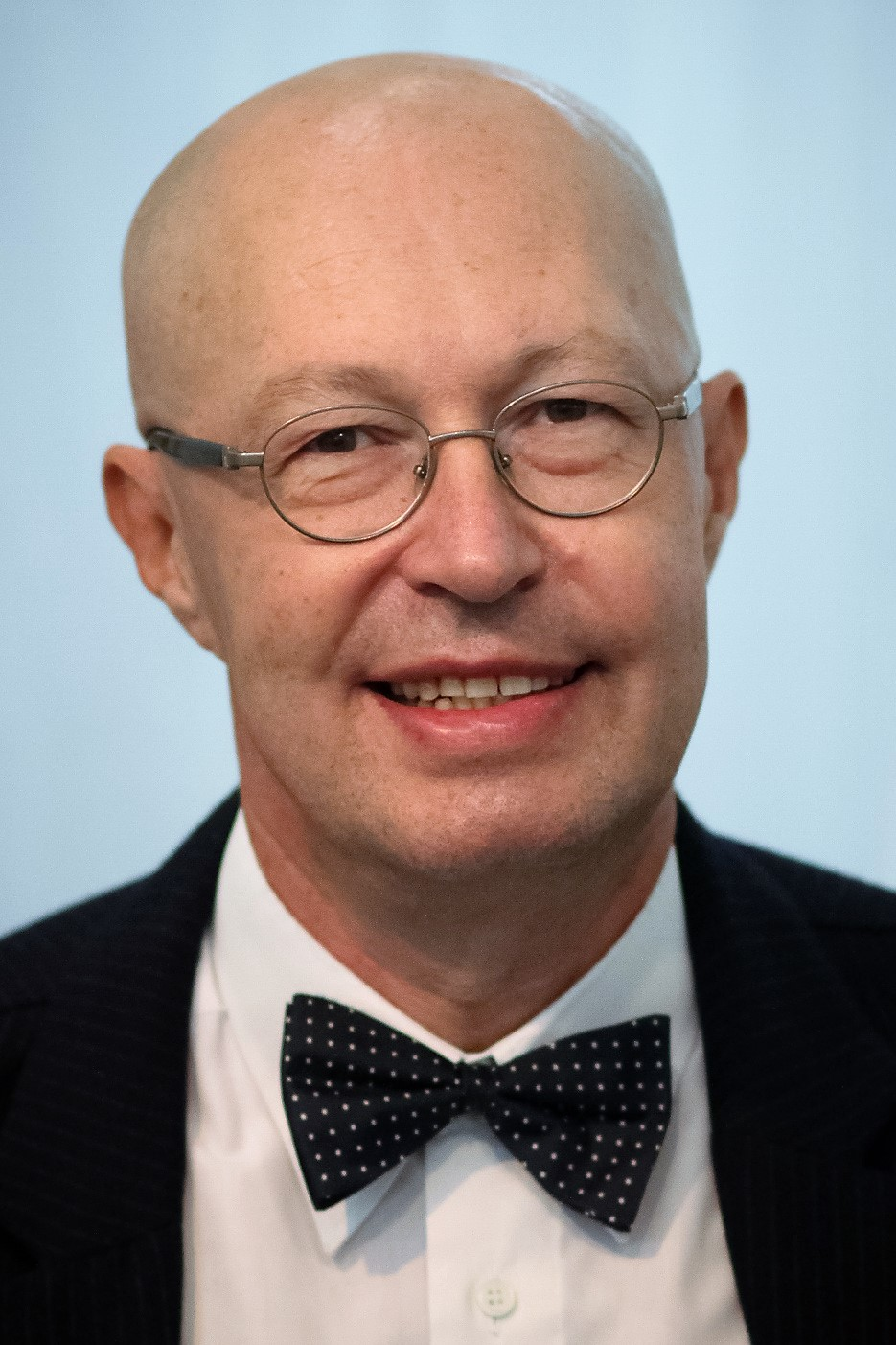
Waleri Solowej (2011)

Waleri Dmitrijewitsch Solowei (russisch Вале́рий Дми́триевич Солове́й, englische Transkription Valery Dmitrievich Solovei; * 19. August 1960 in Schtschastja, Oblast Luhansk) ist ein russischer Politologe und Historiker. Er war Professor und Leiter der Abteilung für Public Relations am Staatlichen Moskauer Institut für Internationale Beziehungen (MGIMO). Er ist Mitautor des Buches Democracy in a Russian Mirror. Am 19. Juni 2019 trat er auf Drängen der Hochschulleitung von seiner Professur zurück, er vermutete Druck der Regierung auf die MGIMO als eigentliche Ursache.
Er war Vorsitzender der Partei Новая сила (Neue Kraft), deren offizielle Registrierung im Juni 2013 vom Justizministerium verweigert wurde.
Er gibt westlichen Medien Interviews, in denen er die politische Lage in Russland und der Ukraine analysiert Regelmäßig kritisiert er öffentlich die russische Regierung.